# Królewo (województwo pomorskie)
Królewo (niem. Königsdorf) – wieś w Polsce położona w województwie pomorskim, w powiecie malborskim, w gminie Stare Pole na obszarze Żuław Elbląskich przy trasie linii kolejowej Malbork-Elbląg i przy drodze krajowej 22. 
Wieś królewska położona była w II połowie XVI wieku w województwie malborskim. W latach 1954–1959 wieś należała i była siedzibą władz gromady Królewo, po jej zniesieniu w gromadzie Stare Pole. W latach 1975–1998 miejscowość administracyjnie należała do województwa elbląskiego.
Wieś Królewo (dawniej Königsdorf) została założona przed 1340 rokiem na cześć wielkiego mistrza Ludwika Königa i nazwana jego imieniem.

## Zabytki

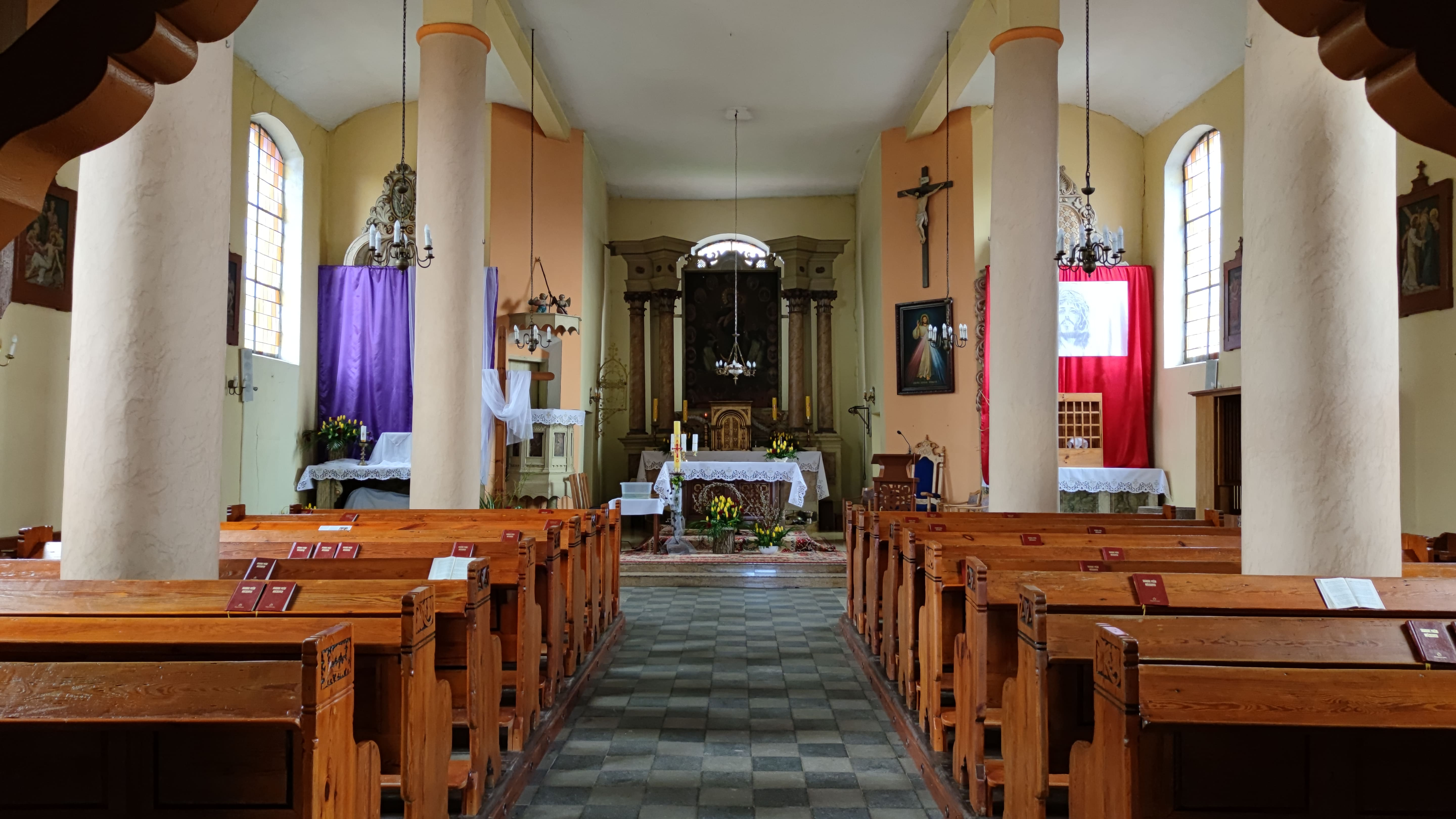
Wnętrze świątyni (2021)

### Kościół pw. św. Mikołaja

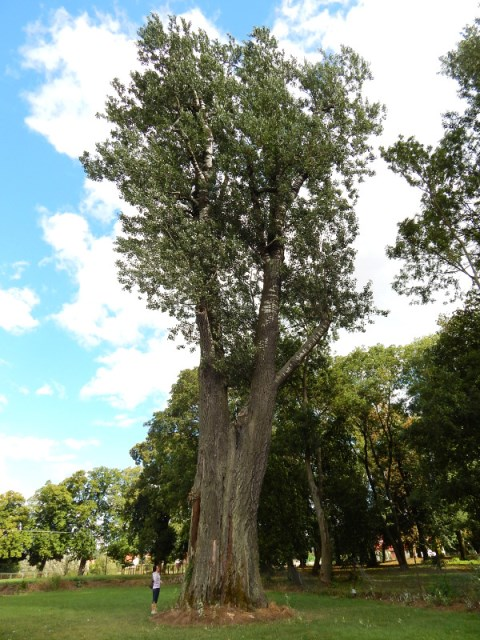
Najgrubsza topola biała w Polsce

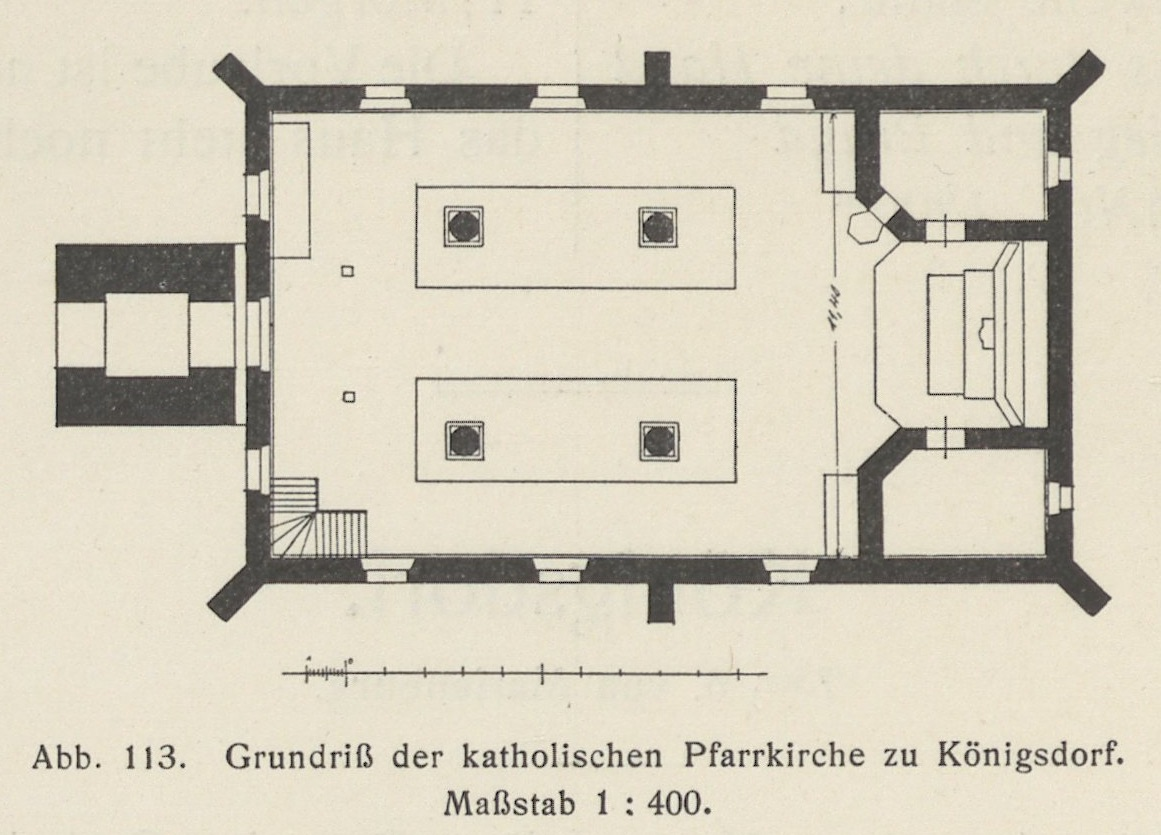
Plan kościoła autorstwa Bernharda Schmida (ok. 1919)

Pierwszy kościół w tym miejscu został wzniesiony w XIV wieku, następnie rozebrano go i wzniesiono nowy kościół w II połowie XV wieku. XV-wieczny kościół rozebrano w 1816 ze względu na zły stan techniczny. Obecny kościół zbudowano w latach 1820-21 w stylu neogotyckim. W 1839 dobudowano wieżę, ale rozebrano ją 5 lat później. Budynek jest ceglany, na planie prostokątnym. Wraz z cmentarzem przykościelnym wpisany do rejestru zabytków, nr rej.: A-1457 z 27.05.1994. Mur otaczający kościół i cmentarz pochodzi z początku XX wieku.
Obecna wieża kościelna została zbudowana w 1844 roku. Ze względu na ok. 60-centymetrowe zakrzywienie bywa nazywana krzywą wieżą i stanowi znany element krajobrazu wsi. Wieża jest ceglana, czterokondygnacyjna, z dachem pokrytym blachą.

### Najstarsza w Polsce topola biała
Datowana na ok. 1770-1790 r. topola biała rośnie na posesji przy skraju parku graniczącego z plebanią Kościoła Rzymskokatolickiego pw. św. Mikołaja. Mierzy w obwodzie pnia 920 cm i ponad 35 metrów wysokości (dane na 2020 r.). Jest jednocześnie najgrubszą i najstarszą znaną topolą w Polsce. Status pomnika przyrody posiada od 1988 roku.
Zobacz też: Topola Królewiecka

### Inne zabytki
- kapliczka przydrożna z XVI wieku, wpisana do rejestru zabytków, nr rej.: A-837 z 24.04.1975.[5]
- budynek plebanii, wzniesiony ok. 1890 roku, z bogato zdobionymi elewacjami[6]
- park z przełomu XVIII i XIX wieku[6]